# Leposphilus labrei
Leposphilus labrei is een eenoogkreeftjessoort uit de familie van de Philichthyidae. De wetenschappelijke naam van de soort is voor het eerst geldig gepubliceerd in 1866 door Hesse.